# Sceau-Saint-Angel
Sceau-Saint-Angel è un comune francese di 127 abitanti situato nel dipartimento della Dordogna nella regione della Nuova Aquitania.

## Società

### Evoluzione demografica
Abitanti censiti